# Ana Rossetti
Ana Rossetti (pseudònim de Ana María Bueno de la Peña), (San Fernando, Cadis 15 de maig de 1950 -) és una escriptora espanyola de teatre, poesia i gènere narratiu.

## Biografia
Ana Rossetti ha creat una obra rica en registres i gèneres. La seva obra és una mescla d'erotisme, esteticisme i culturalisme. Encara que és molt coneguda per la seva obra poètica, també ha escrit texts teatrals, un llibret per a òpera (entorn de la figura de Oscar Wilde, estrenada a la Sala Olimpia de Madrid en 1993 i amb música de Manuel Balboa), novel·la, llibres per a infants i relats. Aquesta poetessa gaditana, que va revolucionar el panorama literari en l'Espanya dels anys vuitanta, es troba per dret propi entre els millors poetes espanyols de la poesia espanyola contemporània. Li ha estat concedida la Medalla de Plata d'Andalusia al conjunt de la seva obra i el Premi Meridiana, que atorga l'Institut Andalús de la Dona.
És la mare de l'actriu Ruth Gabriel.

## Obra poètica
- Los devaneos de Erato, 1980, Premi Gules (Quan en la dècada dels vuitanta predominava a Espanya un corrent poètic cultista practicada pels epígons del grup de poetes conegut com Els novíssims, amb “Los devaneos de Erato”, Ana Rossetti introdueix noves propostes líriques carregades de referents eròtics transgressors)
- Dióscuros 1982 (recollit en Indicios vehementes)
- Devocionario, 1985, Premi Internacional de Poesia Rei Juan Carlos I.
- Indicios vehementes, 1985
- Yesterday (antologia dels seus llibres anteriors més alguns poemes inèdits), 1988
- Apuntes de ciudades 1990
- Virgo potens 1994, amb Jorge Artajo
- Punto umbrío, 1996
- La nota del blues 1996
- Ciudad irrenunciable 1998, Antologia.
- La ordenación: retrospectiva (1980-2004), 2004, Poesia completa.
- Llenar tu nombre, 2008.
- El mapa de la espera, 2010.
- Deudas contraídas, 2016

## Producció narrativa
- Plumas de España, 1988
- Prendas íntimas 1989, relats eròtics.
- Hasta mañana, Elena 1990
- Alevosías, 1991, Premi La Sonrisa Vertical de Novel·la Eròtica
- Mentiras de papel 1994
- Una mano de santos, 1997, relats.
- El antagonista, 1999
- Recuento. Cuentos Completos, 2001
- El aprendizaje personal 2001
- El botón de oro 2003, novel·la policíaca.

## Literatura infantil i juvenil
- Un baúl lleno de momias 1997
- Un baúl lleno de dinosaurios 1997
- Un baúl lleno de lluvia 1997
- Un baúl lleno de piratas 1997
- El club de las chicas Robinson 1999
- Las aventuras de Viela Calamares 1999
- Viela, Enriqueto y su secreto 2000
- Álex, Luisito y el osito y un montón de huevos fritos 2001
- La tejedora de redes 2004
- Antes de que nacieras 2008
- Cuentos apropiados 2014

## Altres gèneres
- El secreto enamorado 1993, llibret d'ópera.
- Pruebas de escritura 1998, assaig.
- Las bodas reales 2005, amb Jorge Artajo.
- Buenos días Sr. Hoy 2007, amb Jorge Artajo.
- Panabecedario 2014, amb Carlos Pan